# Pruteni
Pruteni è un comune della Moldavia situato nel distretto di Fălești di 2.728 abitanti al censimento del 2004

## Località
Il comune è formato dall'insieme delle seguenti località (popolazione 2004):
- Pruteni (1.599 abitanti)
- Cuzmenii Vechi (221 abitanti)
- Drujineni (219 abitanti)
- Valea Rusului (689 abitanti)